# Jürgen Lange (Sportwissenschaftler)
Jürgen Lange-Amelsberg (* 1943) ist ein deutscher Sportwissenschaftler.

## Leben
Lange absolvierte ein Studium in den Fächern Germanistik, Sportwissenschaft, Pädagogik und Soziologie und schloss 1978 seine Promotion zum Doktor der Sozial- und Verhaltenswissenschaften ab. 1979 trat er an der Universität Hamburg eine Professorenstelle für Sportwissenschaft (Arbeitsbereich Unterricht und Curriculum) an. Diese Professur hatte er bis zu einer Emeritierung im Jahr 2009 inne. Anschließend war Lange für ein Unternehmen im Bereich Organisationsberatung und Personalentwicklung tätig.
Zu Langes Forschungsschwerpunkten zählten neben anderen die Sportjournalistik, das Zuschauerverhalten, Schwimmen (unter anderem im Schulunterricht), Sport in Kinder- und Jugendheimen sowie der Schulalltag von Sportlehrern.
1999 gehörte er zu den Gründern des Hamburger Instituts für Sportjournalistik und war in dessen Rahmen Mitinitiator von Fußball-Direktreportagen für Blinde.